# Flussmittel (Löten)
Ein Flussmittel ist ein beim Löten zugegebener Stoff, der eine bessere Benetzung des Werkstücks durch das Lot bewirkt. Es entfernt die an den Oberflächen aufliegenden Oxide durch chemische Reaktion. Gleiches gilt für Oxide, die während des Lötvorgangs durch den Sauerstoff der Luft entstehen. Flussmittel setzen außerdem die Grenzflächenspannungen herab.

## Wirkungsweise

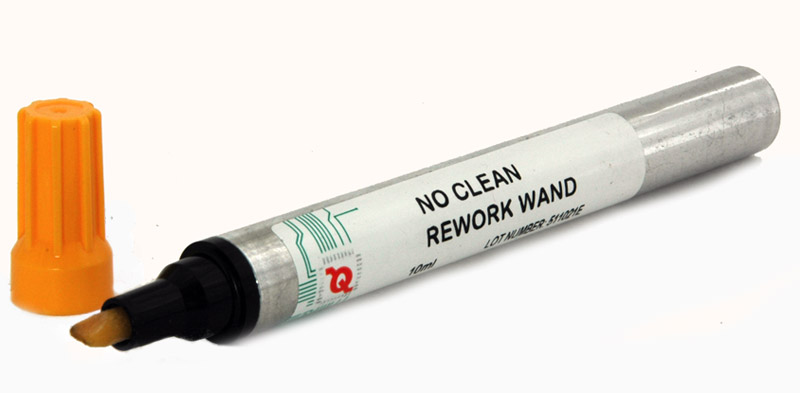
Flussmittelstift zum gezielten Aufbringen von Flussmittel auf eine Leiterplatte

Das Flussmittel reduziert (Reduktion, Gegenteil von Oxidation) während des Lötens die heiße Oberfläche der zu verbindenden Werkstücke und des flüssigen Lots. Außerdem wird die Oberflächenspannung des flüssigen Lotes vermindert.

## Auswahlkriterien
Für alle einzusetzenden Flussmittel ist die Anforderung gleich: Sie müssen oxidfreie Lötflächen sichern oder Oxidfreiheit herbeiführen. Flussmittel sind in ihrer Zusammensetzung unterschiedlich, wobei diese von der Art der zu verlötenden Teile und von der Temperatur des verwendeten Lotes abhängt. Für das Weich- wie für das Hartlöten gibt es jeweils spezielle Flussmittel, die in Zusammensetzung und Konzentration den Schmelzpunkt des Lotes berücksichtigen.
- Für Arbeiten an oxidierten Fügepartnern werden säurehaltige Flussmittel verwendet (Lötwasser auf Basis Salzsäure, Salicylsäure, Acetylsalicylsäure,[1] Adipinsäure, Lötfett). Rückstände säurehaltiger Flussmittel sind zu entfernen, da sie langfristig zu Korrosion der Lötstelle führen.
- Zum Verbessern des Legierungsprozesses werden Aktivatoren eingesetzt (Zinkchlorid, Ammoniumchlorid oder organische Salze).
- Für die Lotverbindung erzeugen die Aktivatoren eine höhere Konzentration beweglicher Ionen im Flussmittelfilm an der Werkstückoberfläche.
- Bei fettig verschmutzten Fügepartnern werden organische Lösemittel verwendet.
- Das bei der Anwendung schmelzende Flussmittel hinterlässt auf der Lötstelle und auf benachbarten Isolierstoffen teilweise chemisch umgewandelte Rückstände. Je nach Typ sind diese Rückstände korrodierend, leitfähig oder hygroskopisch. Das kann in der Elektronik zu Fehlfunktionen durch unzureichende Isolation oder durch mit der Zeit wegkorrodierte elektrische Verbindungen führen. Die mit diesen Flussmitteln erstellten Lötstellen müssen daher nach dem Löten mit einem geeigneten Lösungsmittel wie Isopropanol gesäubert werden. Manche Flussmittel lassen sich nur mit Fluorchlorkohlenwasserstoffen säubern und einige sind in Wasser löslich. Es gibt speziell für das Weichlöten in der Elektronik auch Flussmittel, die sich bei Raumtemperatur chemisch so passiv verhalten, dass auf eine Säuberung verzichtet werden kann. Diese Flussmittel werden mit dem Prädikat „No-Clean“ beworben.
- Für Aluminium existieren mittlerweile alternative Lötverfahren, die den Einsatz von Flussmitteln überflüssig machen.[2]
- Auch Chromnickelstahl und Edelstahl sind mit speziellen Flussmitteln lötbar.

In Spezialfällen, wenn etwa eine erneute Oxidation der Lötstelle durch die Atmosphäre unbedingt zu vermeiden und kein Flussmittel verfügbar ist, wird ohne ein solches unter Schutzgas oder im Vakuum gelötet. Dadurch wird eine Oxidation der zu verbindenden Flächen während des Lötvorgangs verhindert.

## Gesundheitliche Gefahren

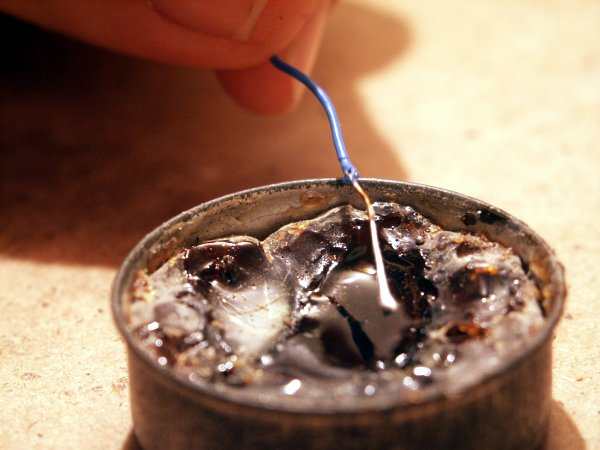
Dose mit Flussmittel, welches vor dem Lötvorgang auf einen Draht aufgebracht wird

Flussmittel sind für verschiedene Aufgaben unterschiedlich zusammengesetzt. Sie erreichen die volle Reaktivität zwar erst bei der Schmelztemperatur des Lots. Aber auch bei Raumtemperatur kann von ihnen eine chemische Gefahr ausgehen, z. B. sind sie im Umgang
- reizend (Kolophonium),
- ätzend (Salzsäure, Adipinsäure) und/oder
- korrodierend (Zinkchlorid, Ammoniumchlorid) und/oder
- gesundheitsschädlich (halogenierte Kohlenwasserstoffe und/oder Fette).

Bei der Anwendung eines Flussmittels muss daher das jeweilige Sicherheitsmerkblatt mit den darin enthaltenen H- und P-Sätzen beachtet werden. Dies gilt insbesondere für die bei vielen Flussmitteln während des Lötvorgangs entstehenden Dämpfe.

## Typ-Kennzeichnung beim Löten verwendeter Flussmittel
Das Typ-Kennzeichen besteht aus dem Buchstaben F (abgeleitet vom Begriff Flussmittel), dem zwei weitere Buchstaben folgen. Der erste kennzeichnet den zu lötenden Werkstoff: S (Schwermetall), L (Leichtmetall); der zweite das Lötverfahren: H (Hartlöten), W (Weichlöten) Die Hilfsmittel können sowohl zum Hart- als auch zum Weichlöten verwendet werden.

### Zum Hartlöten
Die verwendeten Flussmittel unterscheiden sich nach ihrer Wirktemperatur und dem Korrosionsverhalten der Rückstände. Korrosive Rückstände sollten nach dem Lötvorgang abgewaschen, oder abgebeizt werden, weil sie die Lötstelle, oder das Werkstück chemisch angreifen.
für Schwermetalle
| Typ      | Wirktemperatur    | Stoffe                                       | Korrosion      |
| -------- | ----------------- | -------------------------------------------- | -------------- |
| F-SH 1   | 550 °C – 800 °C   | Borverbindungen, komplexe Fluoride           | korrosiv       |
| F-SH 1 a | 550 °C – 800 °C   | Borverbindungen, komplexe Fluoride, Chloride | korrosiv       |
| F-SH 2   | 750 °C – 1100 °C  | Borverbindungen                              | nicht korrosiv |
| F-SH 3   | 1000 °C – 1250 °C | Borverbindungen Phosphate, Silikate          | nicht korrosiv |
| F-SH 4   | 600 °C – 1000 °C  | Chloride, Fluoride ohne Borverbindungen      | korrosiv       |

für Leichtmetalle
| Typ    | Wirktemperatur  | Stoffe                               | Korrosion      |
| ------ | --------------- | ------------------------------------ | -------------- |
| F-LH 1 | 500 °C – 600 °C | hygroskopische Chloride und Fluoride | korrosiv       |
| F-LH 2 | 500 °C – 600 °C | nichthygroskopische Fluoride         | nicht korrosiv |

### Zum Weichlöten

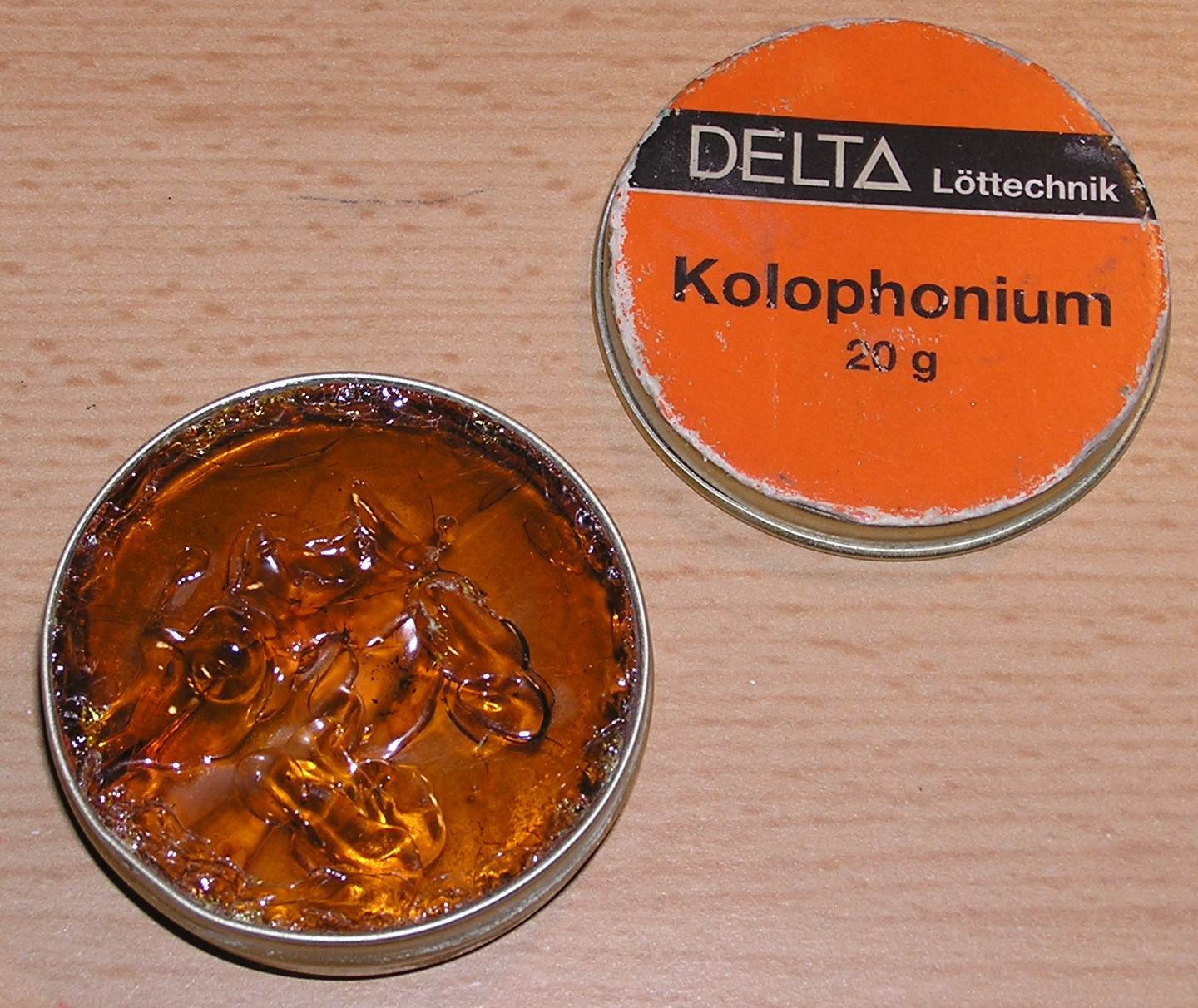
Kolophonium zum Löten

Flussmittelrückstände verursachen je nach Flussmitteltyp verschieden starke bzw. nur geringe Korrosion. Die festen Rückstände zur Anwendung kommender Flussmittel müssen nach der Lötung sorgsam entfernt werden. Daneben gibt es praktisch rückstandsfreie Flussmittel, sogenannte No Clean Flux, welche in der Elektronikfertigung eingesetzt werden. Die meisten Flussmittel sind hygroskopisch, nehmen daher Luftfeuchtigkeit auf und begünstigen Korrosion.

#### EN ISO 9454
Flussmittel für Lötanwendungen sind in der Norm EN ISO 9454 spezifiziert. Sie werden durch einen vierstelligen Code, welcher aus drei Ziffern, gefolgt von einem optionalen Buchstaben, mit folgender Bedeutung besteht:
| Flussmitteltyp | Basis                                 | Aktivator                                                                         | Aggregatzustand          |
| -------------- | ------------------------------------- | --------------------------------------------------------------------------------- | ------------------------ |
| 1 Harz         | 1 Kolophonium 2 ohne Kolophonium      | 1 ohne Aktivator 2 Aktivator mit Halogeniden 3 Aktivator nicht auf Halogenidbasis | A flüssig B fest C Paste |
| 2 organisch    | 1 wasserlöslich 2 unlöslich in Wasser | 1 ohne Aktivator 2 Aktivator mit Halogeniden 3 Aktivator nicht auf Halogenidbasis | A flüssig B fest C Paste |
| 3 anorganisch  | 1 Salze                               | 1 Ammoniumchlorid 2 ohne Ammoniumchlorid                                          | A flüssig B fest C Paste |
| 3 anorganisch  | 2 Säuren                              | 1 Phosphorsäure 2 andere Säuren                                                   | A flüssig B fest C Paste |
| 3 anorganisch  | 3 basisch                             | 1 Ammoniak und dessen Amine                                                       | A flüssig B fest C Paste |

#### Alte Norm DIN 8511

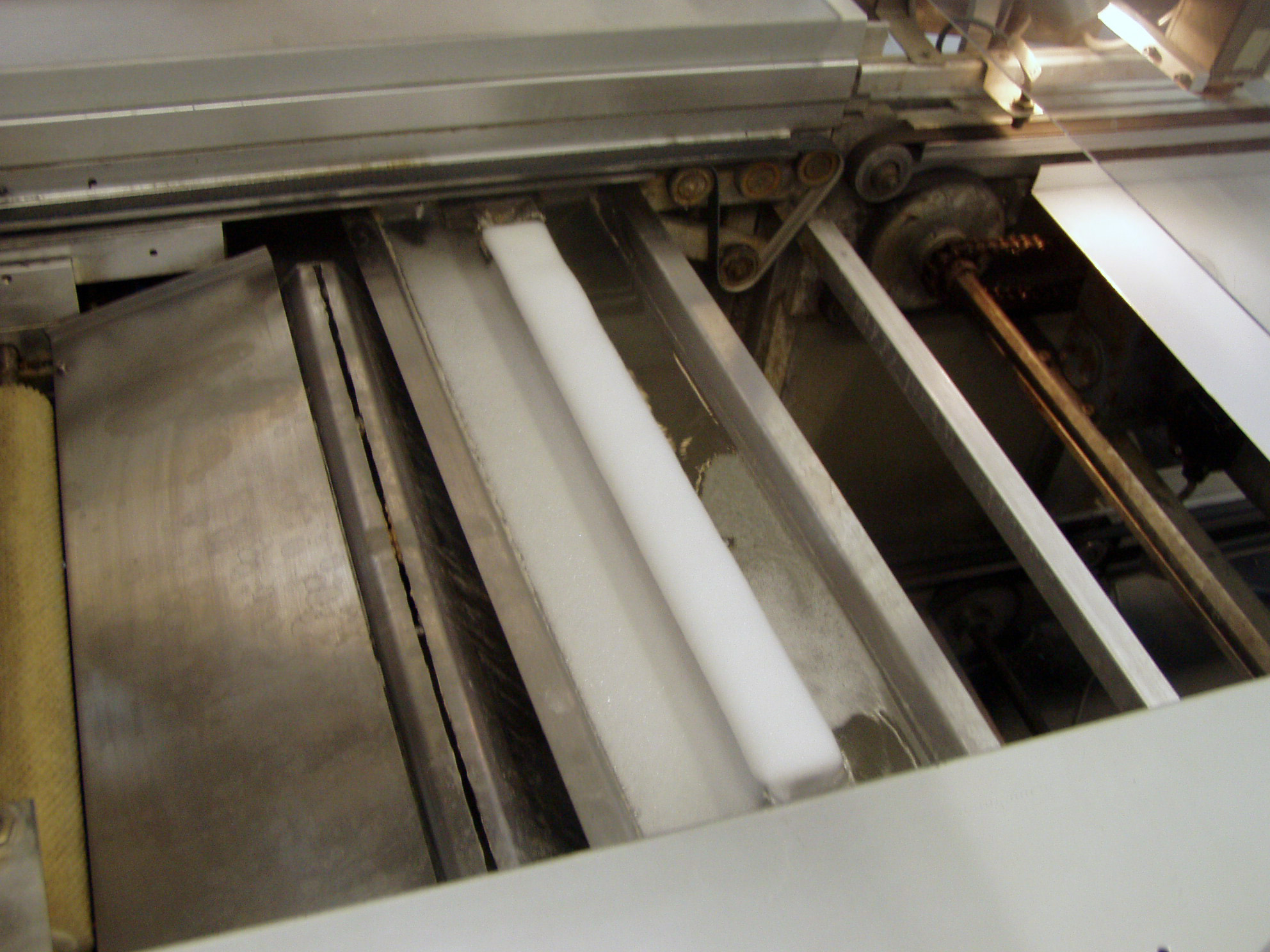
Dünnflüssiges Flussmittel („Schaumfluxer“) in einer Schwalllötmaschine

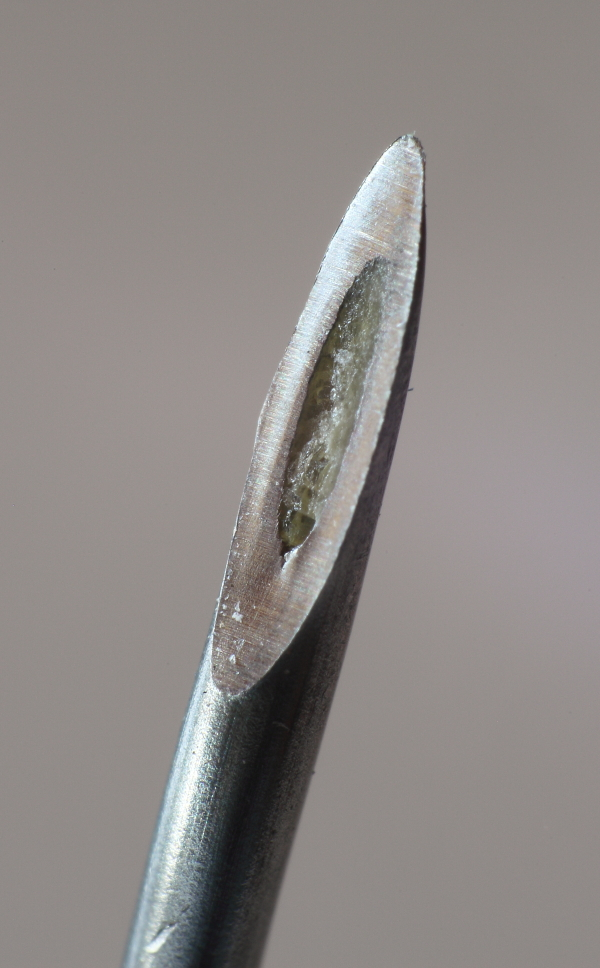
Festes Flussmittel im Innern eines schräg angeschnittenen Lötdrahts zum manuellen Löten von elektronischen Bauteilen

Vor Einführung von DIN EN 29454-1 im Jahr 1994 wurden (in Deutschland) Flussmittel nach der DIN-Norm DIN 8511 bezeichnet. Das Schema für Weichlote war F-SW-xx, wobei xx für zwei Ziffern steht. DIN 8511 folgte folgender Einteilung:
Rückstände rufen Korrosion hervor
F-SW 11
Flüssigkeit. Eine wässerige Lösung von Zink-, Chloriden anderer Metalle und/oder Ammoniumchlorid. Die bei der Aktivierung wirksame Substanz ist Salzsäure, Schwefelsäure, Salpetersäure oder Fluorwasserstoffsäure. Für stark oxidierte Oberflächen, beispielsweise Dachrinnen aus Reinzink.
F-SW 12
Basis ist Zinkchlorid, oder andere Schwermetallchloride und/oder Ammoniumchlorid/Salmiak. Flussmittelrückstände sind sorgfältig mit Wasser abzuwaschen. Anwendung als Flüssigkeit im Kühlerbau, für Klempnerarbeiten unter anderem an Kupfer, Tauchverzinnen. Als Pulver zum Abdecken von Lot- und Zinnbädern. Als Lot-Flussmittelgemisch zum Weichverzinnen, beispielsweise von Gusseisen, Bronze oder Edelstahl.
F-SW 13
Basis ist Phosphorsäure oder deren chemische Derivate. Rückstände sind mit geeigneten Reinigungsverfahren zu beseitigen. Anwendung als Flüssigkeit für Arbeiten an Kupfer, Kupferlegierungen oder Edelstahl.
Rückstände wirken bedingt korrosiv
Als Trägersubstanz wird u. a. Alkohol, Mineralöle und -fette, höhere Alkohole, organische Lösungsmittel und Emulsionen verwendet.
F-SW 21
Wirktemperatur 140 °C bis 450 °C, Zink- und/oder Ammoniumchlorid in organischer Zubereitung (z. B. höhere Alkohole, Fette), bedingt korrosiv, für Kupfer und Kupferlegierungen.
F-SW 22
Wirktemperatur 200 °C bis 400 °C, Zink- und/oder Ammoniumchlorid in organischer Zubereitung (z. B. höhere Alkohole, Fette), ohne Ammoniumchlorid, bedingt korrosiv, für Kupfer und Kupferlegierungen, Trinkwasserinstallationen.
F-SW 23
Wirktemperatur 200 °C bis 400 °C
F-SW 24
Wirktemperatur 200 °C bis 400 °C
F-SW 25
Wirktemperatur 200 °C bis 400 °C
F-SW 26
Wirktemperatur 140 °C bis 450 °C
F-SW 27
Wirktemperatur 140 °C bis 450 °C
F-SW 28
Wirktemperatur 140 °C bis 450 °C
Rückstände wirken nicht korrosiv
Rückstände können ohne Korrosionsgefahr auf der Lötstelle verbleiben. Bei elektrischen Messgeräten u. ä. können die elektrischen und mechanischen Eigenschaften beeinträchtigt werden; es wird empfohlen spröde Harzreste daher zu entfernen. Als Lösungsmittel dient Alkohol oder Tri (Trichlorethylen).
F-SW 31
Wirktemperatur 200 °C bis 400 °C, Basis ist natürliches oder modifiziertes Harz (Kolophonium) ohne Zusätze. Flussmittelreste können auf der Lötstelle verbleiben. Anwendung in der Elektrotechnik, Elektronik als Pulver zur Abdeckung von Lotbädern. oder als Flussmittelseele in den Lötdraht eingearbeitet.
F-SW 32
Wirktemperatur 200 °C bis 300 °C, Basis wie F-SW 31, aber mit organischen, halogenfreien Aktivierungszusätzen, beispielsweise Stearin-, Salicyl-, Adipinsäure, ohne Amine, Diamine oder Harnstoff. Anwendung als Pulver, als „Seele“ in Lötdraht eingearbeitet oder als Gemisch aus Lot und Flussmittel in der Elektrotechnik, Elektronik, Miniaturtechnik (SMD), Leiterplatten.
F-SW 33
Auf Basis synthetischer Harze mit organischen, halogenfreien Aktivierungszusätzen, jedoch ohne Amine, Diamine oder Harnstoff. Anwendung wie F-SW 32.
F-SW 34
Basis sind organische, halogenfreie Säuren und natürliches Harz (Kolophonium) ohne Amine, Diamine oder Harnstoff. Anwendung als Flüssigkeit oder als „Seele“ in den Lötdraht eingearbeitet in der Elektronik, Miniaturtechnik (SMD), Leiterplatten.
| Korrosionsverhalten der Rückstände | DIN 8511 | ISO 9454-1 |
| ---------------------------------- | -------- | ---------- |
| Stark                              | F-SW-11  | 3.2.2      |
| Stark                              | F-SW-12  | 3.1.1      |
| Stark                              | F-SW-13  | 3.2.1      |
| Schwach                            | F-SW-21  | 3.1.1      |
| Schwach                            | F-SW-22  | 3.1.2      |
| Schwach                            | F-SW-23  | 2.1.3      |
| Schwach                            | F-SW-23  | 2.2.1      |
| Schwach                            | F-SW-23  | 2.2.3      |
| Schwach                            | F-SW-24  | 2.1.1      |
| Schwach                            | F-SW-24  | 2.1.3      |
| Schwach                            | F-SW-24  | 2.2.3      |
| Schwach                            | F-SW-25  | 2.1.2      |
| Schwach                            | F-SW-25  | 2.2.2      |
| Schwach                            | F-SW-26  | 1.1.2      |
| Schwach                            | F-SW-27  | 1.1.3      |
| Schwach                            | F-SW-28  | 1.2.2      |
| Nicht korrosiv                     | F-SW-31  | 1.1.1      |
| Nicht korrosiv                     | F-SW-32  | 1.1.3      |
| Nicht korrosiv                     | F-SW-33  | 1.2.3      |
| Nicht korrosiv                     | F-SW-34  | 2.2.3      |

#### IPC-J-STD-004B, EN 61190-1-1
In der Industrie wird zunehmend eine Klassifizierung mit der Spezifikation, welche vom IPC veröffentlicht wird, nach IPC-J-STD-004B vorgenommen (weitgehend identisch zu EN 61190-1-1). Diese Spezifikation beschreibt das jeweilige Flussmittel mit drei Buchstaben und einer Zahl:
| Basis                              | RO(sin) – RE(sin) – OR(ganic) – IN(organic) |
| Wirksamkeit                        | L(ow) – M(oderate) – H(igh)                 |
| Halogenidanteil < 0,05 % (500 ppm) | 0(Ja) – 1(Nein)                             |

Darin sind alle Kombinationen möglich wie beispielsweise ROL0, REM1 oder ORH0.

#### Veraltete Abkürzungen
Gelegentlich findet man noch englische/amerikanische Abkürzungen mit denen grob der Typ und Aktivator eines Flussmittels beschrieben wird, besonders RA und RMA:
| Abkürzung | Bedeutung (englisch)   | Bedeutung                                             |
| --------- | ---------------------- | ----------------------------------------------------- |
| OA        | Organic acid           | mit organischer Säure, stark aktiv                    |
| R         | Rosin                  | reines Kolophonium ohne Aktivator, sehr schwach aktiv |
| RA        | Rosin activated        | Kolophonium mit starkem Aktivator                     |
| RMA       | Rosin mildly activated | Kolophonium mit mildem Aktivator                      |
| SA        | Synthetic activated    | Kolophonium mit synthetischem Aktivator, stark aktiv  |
| SRA       | Superactivated rosin   | Kolophonium mit sehr starkem Aktivator                |
| WW        | Water white            | reinstes Kolophonium, sehr schwach aktiv              |